# Het Groene Woud

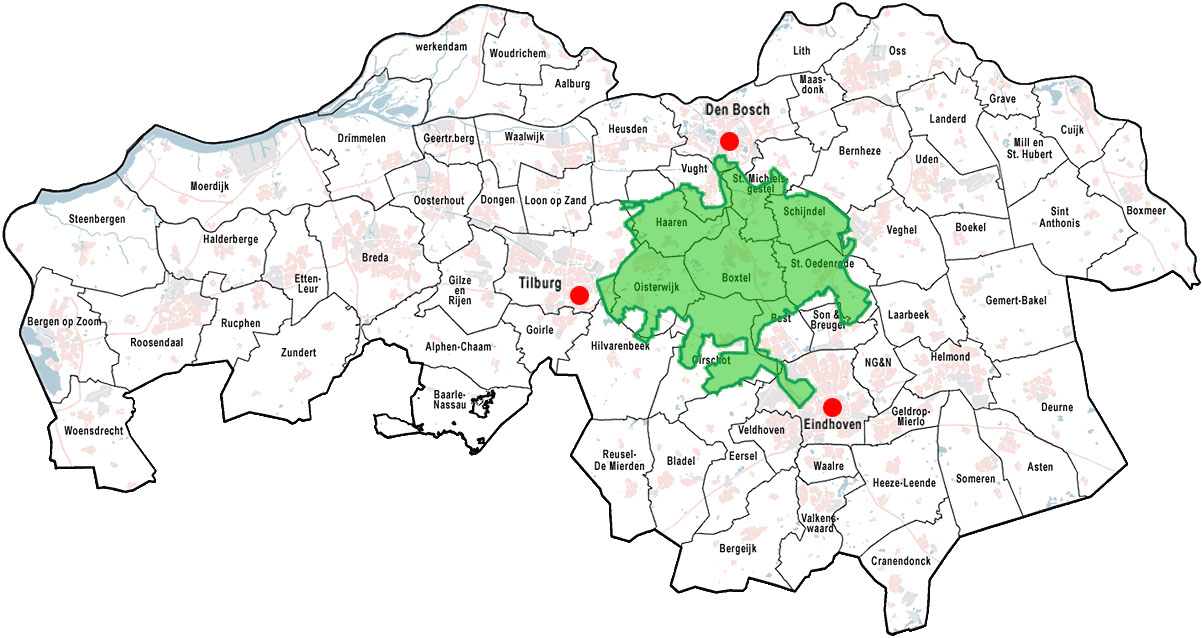
Het Groene Woud (Begrenzing volgens Ontwikkelingsstrategie Het Groene Woud / De Meierij - juni 2008)

Het Groene Woud is een gebied van 35.000 hectare in de Meierij van 's-Hertogenbosch, binnen de driehoek Eindhoven/Helmond-Tilburg-'s-Hertogenbosch.  Het bevat een groene kern van 7.500 hectare aan natuur, bestaande uit bossen, moerassen, heide en agrarisch populierenlandschap. Het gebied omvat (delen van) het grondgebied van acht gemeenten: Best, Boxtel, Meierijstad, Oirschot, Oisterwijk, Sint-Michielsgestel, Son en Breugel en Vught. In 2005 heeft de overheid dit gebied, naast negentien andere, planologisch aangewezen als Nationaal Landschap.
De benaming Het Groene Woud is net als Randstad een planologische term die niet voorkomt uit de historie van de streek, maar recent bedacht is. De naam komt van het café 'Het Groene Woud' in Liempde, waar de eerste vergadering over de inrichting van dit gebied werd gehouden.

## Landschap
Wat het landschap van het Groene Woud bijzonder maakt is de kleinschaligheid en daardoor de grote variatie. De oorsprong daarvan ligt bij de activiteiten die nodig waren om de woeste gronden te kunnen ontginnen en benutten. Een voorbeeld daarvan zijn de bolle akkers, die ontstonden door bemesting van arme gronden met heideplaggen en mest. Rond Liempde en Haaren zijn enkele daarvan nog te zien. Van later datum zijn de zogenoemde populierenweides en laanbeplantingen die een coulisselandschap vormen. Niet overal werden de woeste gebieden ontgonnen. Zo is De Kampina tussen de kernen Boxtel en Oisterwijk nog steeds een ruig gebied met uitgestrekte heidevelden, bossen en stuifzand. 
Ook water speelt een rol bij de variëteit aan landschappen. De Oisterwijkse Bossen en Vennen zijn daarvan een voorbeeld en er stromen tal van beken door het landschap. Langs de rivier de Dommel zijn  nog oude beemdgronden met een natuurlijke plantengroei te vinden.

## Waardevolle natuur
In de bossen van Het Groene Woud komen veel soorten planten en dieren voor. Met name de zogenoemde leembossen hebben vaak een hoge biodiversiteit. Dit hangt samen met de relatief vochtige bodems. De leembossen van Midden-Brabant vormen de natuurkern van het nationaal landschap. Het zijn vaak oude bossen die zich relatief natuurlijk hebben kunnen ontwikkelen.
Tot de leembossen van Midden-Brabant horen Mortelen en Scheeken, Heerenbeek, Velderschbosch en De Geelders.

## Promotie
Bedrijven en producten die bijdragen aan behoud en ontwikkeling van het gevarieerde landschap worden gecertificeerd. Ze mogen als streekmerk het logo van Het Groene Woud dragen. Daarnaast is er een bank die structureel duurzame projecten in het gebied subsidieert in ruil voor het openen van een spaarrekening. Sinds 2005 wordt er een streekfestival gehouden, waar onder meer de streekproducten aangeboden worden.

## Bezoekerscentra
Bezoekerscentra in het Groene Woud worden Groene Poorten genoemd. Ze bieden informatie over de activiteiten en de routes in het gebied. Er twee Groene Poorten. Naast hun informatieve functie als VVV-loket behandelen ze elk een specifiek thema. Oertijdmuseum De Groene Poort in Boxtel richt zich op de historie en geologie. Bezoekerscentrum Oisterwijk van Natuurmonumenten legt het accent op educatie en natuur.

## Nationaal Park nieuwe stijl
Het Groene Woud streeft ernaar om, samen met de Loonse en Drunense Duinen, een Nationaal Park nieuwe stijl te worden. Het zou de naam Van Gogh Nationaal Park moeten krijgen.

## Dorpen
De volgende dorpen liggen in het Groene Woud:
- Best
- Boskant
- Boxtel
- Eerde (gemeente Meierijstad)
- Esch (gemeente Boxtel)
- Haaren
- Helvoirt
- Gemonde
- Lennisheuvel
- Liempde
- Moergestel
- Nijnsel
- Olland
- Oirschot
- Oisterwijk
- Sint-Michielsgestel
- Sint-Oedenrode
- Schijndel
- Son en Breugel

## Natuurgebieden
De volgende natuurgebieden liggen in het Groene Woud:
- Banisveld
- Kuppenbunders
- Landgoed Velder
- De Geelders
- Oisterwijkse Bossen en Vennen
- Moergestels Broek
- Kampina
- Mortelen en Scheeken
- Dommeldal
- Gasthuiskamp
- Zegenwerp
- Landgoed Nemelaer
- Galgeven
- Vresselse Bos